# Electric Wizard/Our Haunted Kingdom
Electric Wizard/Our Haunted Kingdom - Split – 7-calowy split Orange Goblin (figurujący jeszcze pod starą nazwą, Our Haunted Kingdom) razem z Electric Wizard w 1996.

## Lista utworów
Electric Wizard

1. Demon Lung
Orange Goblin

2. Aquatic Fanatic

## Wykonawcy
- Joe Horae – gitara
- Pete O'Malley – gitara
- Martyn Millard – gitara basowa
- Chris Turner – perkusja
- Ben Ward – wokal